# Região Insular

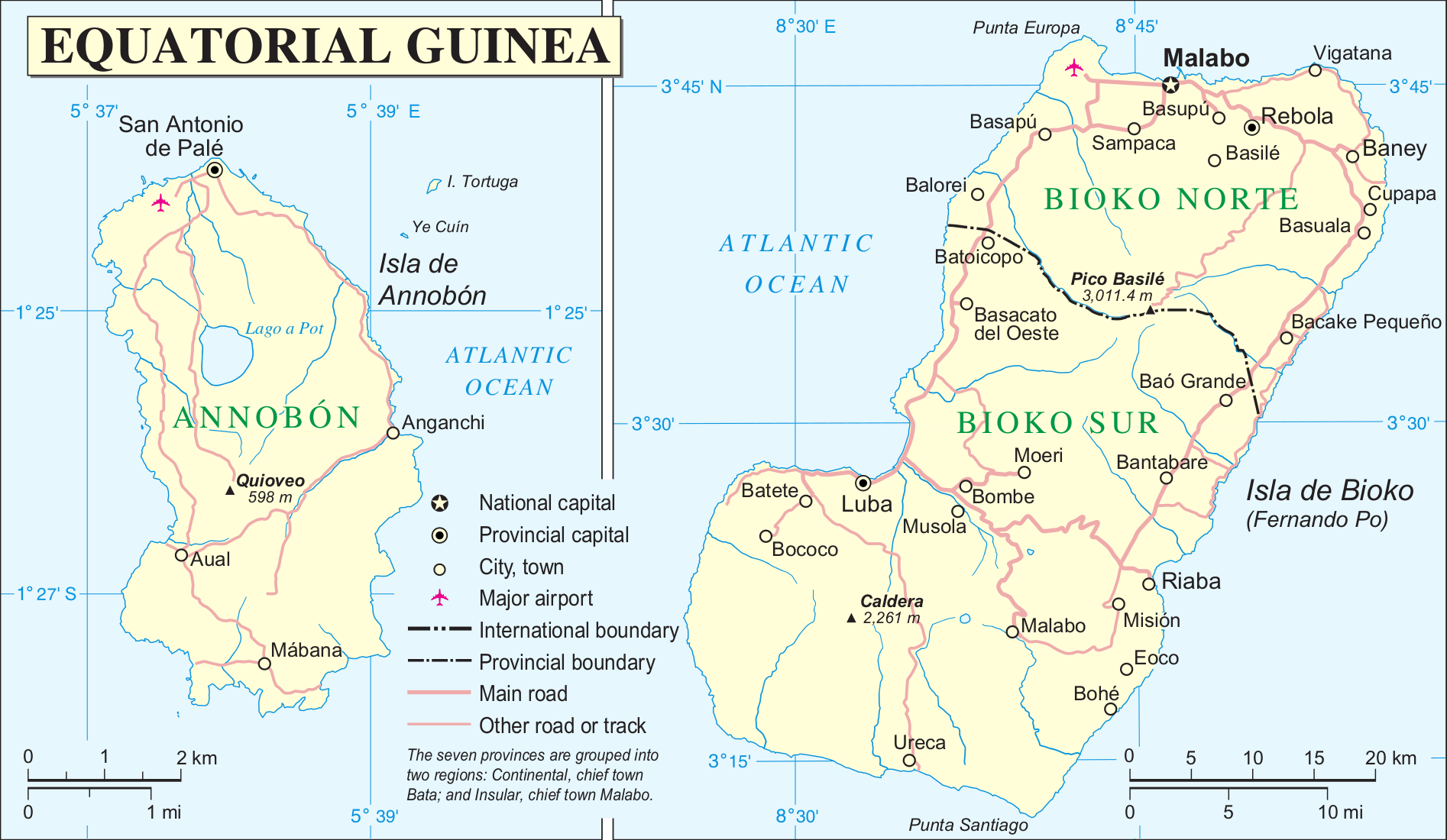
Mapa das ilhas de Annobón e Bioko.

A Região Insular da Guiné Equatorial corresponde aos antigos territórios espanhóis de Fernando Pó e Elobey, Annobón e Corisco. Localizadas umas no Golfo da Guiné e outras na Baía de Corisco. Sua capital administrativa é a cidade de Malabo.
Possui uma extensão de 2.034 km² e uma população de 265.470 habitantes de acordo com o censo de 2001.
Políticamente correspondem a 3 províncias da Guiné Equatorial:
- Annobón
- Bioko Norte
- Bioko Sur

As ilhas localizadas na Baía de Corisco são administradas pela  Região Continental (Província Litoral)
A maior cidade é Malabo, porém existem outras localidades de importância como: Luba, Riaba, Rebola, Santiago de Baney e San Antonio de Palé.

## Maiores ilhas
| Número | Ilha          | Área      | População  | Província(s)          | Coordenadas        |
| ------ | ------------- | --------- | ---------- | --------------------- | ------------------ |
| 1      | Bioko         | 2.017 km² | 260.462    | Bioko Norte Bioko Sur | 3° 30′ N, 8° 42′ L |
| 2      | Annobón       | 17 km²    | 5.008      | Annobón               | 1° 25′ N, 5° 38′ L |
| 3      | Corisco       | 15 km²    | 150        | Litoral               | 0° 55′ N, 9° 20′ L |
| 4      | Elobey Grande | 2,27 km²  | Desabitada | Litoral               | 0° 59′ N, 9° 30′ L |
| 5      | Elobey Chico  | 0,19 km²  | Desabitada | Litoral               | 1° 00′ N, 9° 31′ O |

## Bioko
A ilha de Bioko encontra-se a cerca de 40 km de Camarões. Bioko conta com a cidade de Malabo, a capital do país. A ilha de Bioko, chamada Fernando Pó ou Fernando Poo até os anos de 1970, é a maior ilha do  Golfo da Guiné, com 2.017 km².

## Annobón

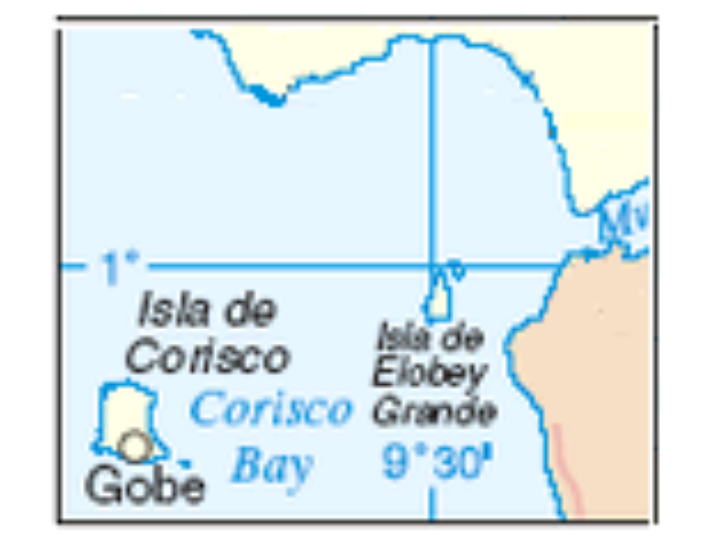
Ilhas de Corisco, Elobey Grande e Elobey Chico

Com apenas 17 km², Annobón é o território mais remoto da República da Guiné Equatorial, uma pequena ilha de origem vulcânica situada a 670 km de Malabo, 580 km de Bata e do outro lado da linha do equador, inclui a  nordeste as pequenas ilhotas chamadas Tortuga e Ye Cuín. Entre Annobón e Bioko se encontram as ilhas de São Tomé e Príncipe. É também a ilha mais remota do Golfo da Guiné.

## Corisco
A ilha de Corisco possui uma área de aproximadamente 15 km², está situada a 25 km do estuário do rio Mbini. Possui 6.100 m de circunferência. A ilha conta com aproximadamente 150 habitantes, a maioria deles radicados em Gobe. Corisco é o lugar da etnia benga. Devido a legendária beleza das mulheres benga, durante muito tempo a ilha se chamou "Ilha do Amor" (Isla del Amor). Quase todos os habitante da ilha são mestiços.

## Elobey GrandeeElobey Chico
Localizadas no vasto estuário do rio Muni, as ilhas de Elobey possuem uma superfície conjunta de 2,46 km² (dos quais Elobey Grande possui 2,27 km² e Elobey Chico 0,19 km²). Estes dois pequenos pontos apenas perceptíveis em um mapa da África Central se situam no primeiro paralelo ao norte do equador, a menos de 10 km do Gabão. Elobey Grande possui alguns habitantes, essencialmente pescadores, que vivem no pequeno povoado de M'Belobi. Elobey Chico atualmente encontra-se desabitada, porém, no passado, foi a capital colonial do Rio Muni. As ilhas Elobeys fazem parte do município de Corisco.

## Ilhotas disputadas
Ao sul das Ilhas Elobey se encontram 3 ilhotas disputados com Gabão (Mbañe, Cocoteros e Conga) dos quais a maior Mbañe (também chamada Banyé ou Banian) possui 30 hectares (0,30 km²), o conflito sobre sua posse segue sem solução.